# Un mercoledì di maggio
Un mercoledì di maggio (Čahāršanbe, 19 ordibehešt) è un film del 2015 diretto da Vahid Jalilvand, all'esordio alla regia di un lungometraggio. È stato presentato nella sezione Orizzonti della 72ª Mostra internazionale d'arte cinematografica di Venezia, dove ha vinto il Premio FIPRESCI.